# KHC Leuven in het seizoen 2018/19
Dit artikel beschrijft hockeyploeg KHC Leuven in het seizoen 2018-2019 bij de dames.

## Dames
| Doelvrouw |                      |        |
| 1         | Nathalie Tack        | België |
| Spelers   |                      |        |
| 3         | Noémie De Cocker     | België |
| 4         | Eugénie Van Hees     | België |
| 5         | Géraldine Chardome   | België |
| 8         | Marie Verdonck       | België |
| 9         | Lieselotte Van Lindt | België |
| 10        | Julie Van Laer       | België |
| 12        | Amanda Woodcroft     | Canada |
| 13        | Kate Gillis-Wright   | Canada |
| 15        | Marie Vassart        | België |
| 17        | Sara McManus         | Canada |
| 19        | Emma Van Mol         | België |
| 20        | Luca Van Havenbergh  | België |
| 21        | Lyne Van Dieren      | België |
| 22        | Brienne Stairs       | Canada |
| 23        | Margaux Paulus       | België |
| 24        | Sofie Scheers        | België |
| 26        | Stephanie Norlander  | Canada |
| 28        | Silke Sevenants      | België |
| Coach     |                      |        |
|           | Jérôme Dekeyser      | België |

 = aanvoerder